# Groupe du Louvre
Le groupe du Louvre est une société holding française qui détient plusieurs entreprises.

## Historique[6]
(août 2014).
- 1855 : Émile et Isaac Pereire construisent le Grand Hôtel du Louvre à Paris à l'occasion de l'Exposition universelle de 1889.
- 1855 : Alfred Chauchard fonde la société  Faré, Chauchard et Compagnie, un magasin de mode installé au rez-de-chaussée de l'hôtel.
- La société d'Alfred Chauchard prospère et se développe et l'immeuble est rebaptisé Grands Magasins du Louvre.
- Construction de l'hôtel Terminus Saint-Lazare (aujourd'hui Hôtel Concorde Opéra).
- Les Grands Magasins du Louvre prennent le nom de Société du Louvre.
- En 1906, la Société du Louvre achète l'Hôtel de Crillon, le rénove et le transforme en l'un des palaces les plus réputés au monde.
- Finalement, avec l'hôtel Scribe et le Grand Hôtel voisin, le grand hôtel du Louvre, l'Hôtel du Palais d’Orsay, l'hôtel Terminus Saint-Lazare et l'hôtel de Crillon,  "l’histoire de la Société du Louvre est liée à la création de cinq établissements parisiens qui reçoivent l’élite voyageuse et qui deviennent aussi un lieu de rencontres pour la société parisienne, ce qui leur assure une intégration non seulement dans le paysage urbain, mais aussi dans le paysage social de la capitale"[7]
- En 1954, les actionnaires de la société, désormais cotée en bourse, invitèrent Pierre Taittinger, à prendre les rênes de la société en tant que président-directeur général.
- 1970 : L’enseigne Hôtels Concorde est créée par Guy Taittinger, en rassemblant tous les hôtels de prestige du groupe.
- 1976 : Création du premier hôtel Campanile.

### XXIesiècle
En 2000, la branche économique Groupe Envergure (hôtels Campanile, Clarine, Première Classe et Bleu Marine et restaurant Côte à Côte) fusionne avec Hôtels & Compagnie (Climat de France, Tradition de France, Nuits d'Hôtels)
En  2004, le groupe Envergure (hôtellerie économique) fusionne ses activités avec le groupe Concorde Hotels & Resorts (hôtellerie de luxe) ce qui donne naissance à Louvre Hôtels.
Jusqu'en juillet 2005, Louvre Hôtels (branche hôtelière de la Société du Louvre) constituait le second plus grand groupe hôtelier en Europe. La Société du Louvre était détenue par le Groupe Taittinger (44,1 % des actions ; 53,2 % des droits de vote).
En juillet 2005, Starwood Capital Group fait l'acquisition du Groupe Taittinger (renommé Groupe du Louvre) et de la Société du Louvre et ses sociétés affiliées, dont la Cristallerie Baccarat. Elle lance ensuite une OPA fin 2005 pour en prendre le contrôle total.
En 2007, Starwood Capital Group fait déménager le siège social de Torcy vers La Défense,
.
En 2008, Le Groupe Envergure est renommé Louvre Hôtels (et redevient l'entité de l'hôtellerie économique). Les hôtels Concorde reprennent leur dénomination historique (de 1973). En 2009, au travers de l'alliance avec Golden Tulip, Louvre Hôtels devient le 8e acteur mondial du secteur avec plus de 1 000 établissements.
En 2015, Starwood vend le groupe Louvre Hôtels à Jinjiang  International, pour un montant compris entre 1,2 à 1,5 milliard d'euros.

## Filiales
- Concorde Hotels & Resorts (hôtellerie de luxe)
- Louvre Hotels Group (hôtellerie économique)
  - Kyriad prestige (pl)
  - Kyriad
  - Campanile
  - Première Classe
- Société du Louvre
  - détient 85,37 % de la Cristallerie Baccarat[11]
- Annick Goutal (it) (haute parfumerie vendu en 2011 à la société coréenne Amore Pacific)
- Byron Gestion